# Neomariania partinicensis
Neomariania partinicensis är en fjärilsart som beskrevs av Hans Rebel 1937. Neomariania partinicensis ingår i släktet Neomariania och familjen fransmalar. Inga underarter finns listade i Catalogue of Life.